# San Giovanni Gemini
San Giovanni Gemini är en ort och kommun i kommunala konsortiet Agrigento, innan 2015 provinsen Agrigento, i regionen Sicilien i sydvästra Italien. Kommunen hade 7 947 invånare (2017).